# 組合獨贏
組合獨贏（Composite Win）是香港賽馬其中一個嶄新的投注種類，設有「3揀1」、「勝出地區」及「勝出練馬師」三個玩法，由香港賽馬會接受投注，投注者需選中一場賽事中包含第一名馬匹的組合。

## 投注方法
「3揀1」率先於2015年10月25日推出，馬會參考預售日每場賽事各匹出賽馬的獨贏賠率，分為「隔夜熱門」、「隔夜半熱門」和「其他冷門」三個投注選項，於預售日下午5:45開售，只受注於七匹或以上的本地賽事。
「勝出地區」於2015年11月3日首次開售，通常在香港國際賽事及部份海外轉播賽事受注，馬會根據出賽馬的代表地區，提供三至四個投注選項。
「勝出練馬師」於2016年1月1日首次開售，通常在指定的本地重要賽事受注，馬會根據出賽馬所屬的練馬師，提供三至四個投注選項。已於2022年9月取消，由「練馬師王」取代。

## 中獎方法
選中一場賽事中包含第一名馬匹的組合，玩法簡單，相對其他投注種類亦較易命中。

## 取消彩池
2023-4年度馬季開鑼前，馬會宣佈由該季起，暫停提供「組合獨贏」平分彩金彩池項目，包括3揀1及勝出地區。

## 外部連結
- 組合獨贏意思 （页面存档备份，存于）
- 香港賽馬會的官方網站 （页面存档备份，存于）

1. ↑  . 競馬網. 2023年8月31日.